# Bandeira da Sérvia e Montenegro
Esta tricolor de vermelho, branco e azul começou por ser usada pelo Reino da Jugoslávia em 1918. Posteriormente foi usada como bandeira da República Federal da Jugoslávia desde 27 de Abril de 1992 até 2003, altura da formação da Sérvia e Montenegro. Com a dissolução da Sérvia e Montenegro em 2006 a bandeira tornou-se obsoleta.

## Outras bandeiras

Insígnia civil e estatal da República Federal da Jugoslávia e da Sérvia e Montenegro.
Insígnia naval da RFJ e da SEM.
Jaque naval da RFJ e da SEM.
Estandarte presidencial da RFJ e da SEM.